# Jüdischer Friedhof Floridsdorf

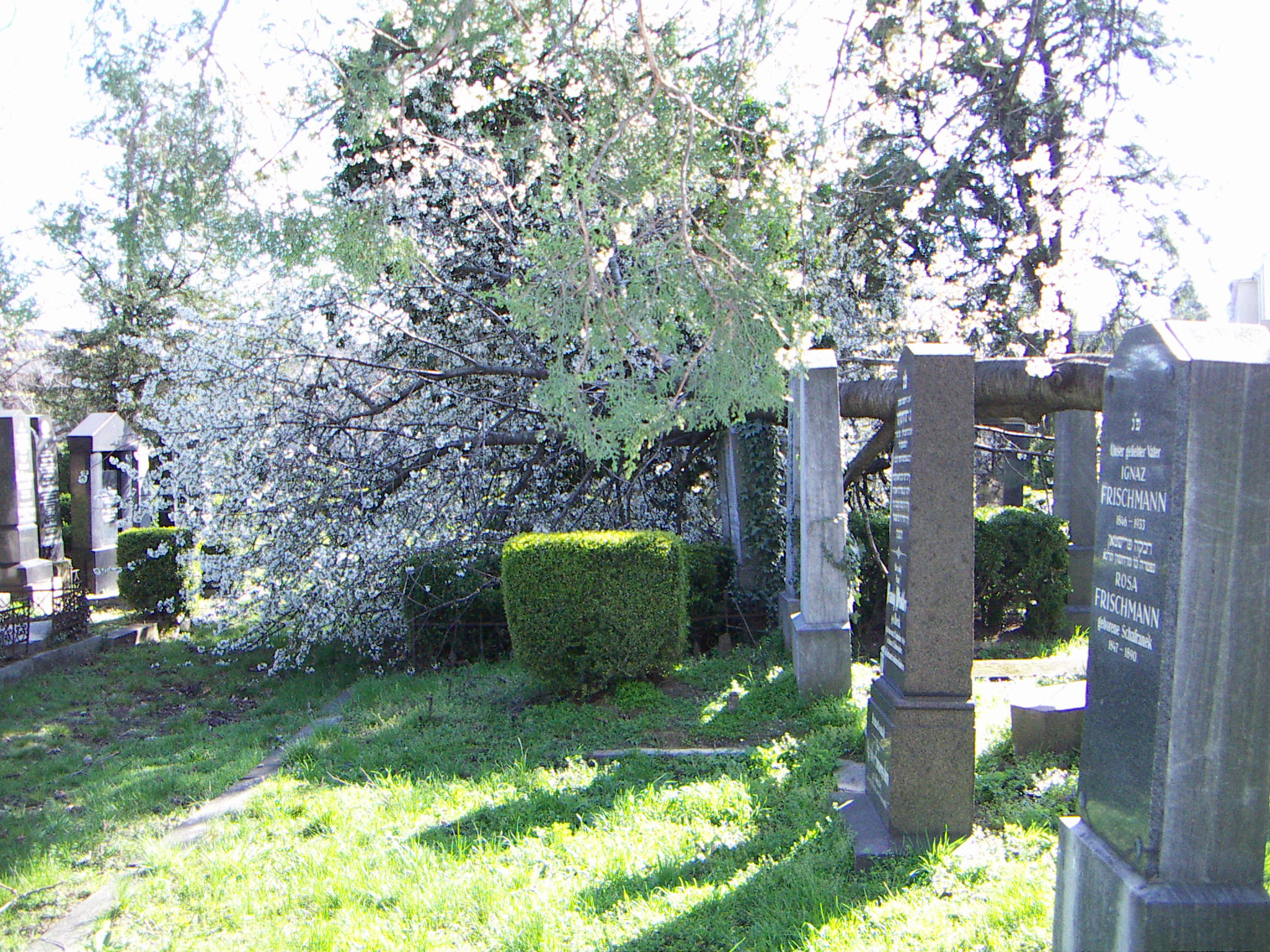
Jüdischer Friedhof Floridsdorf

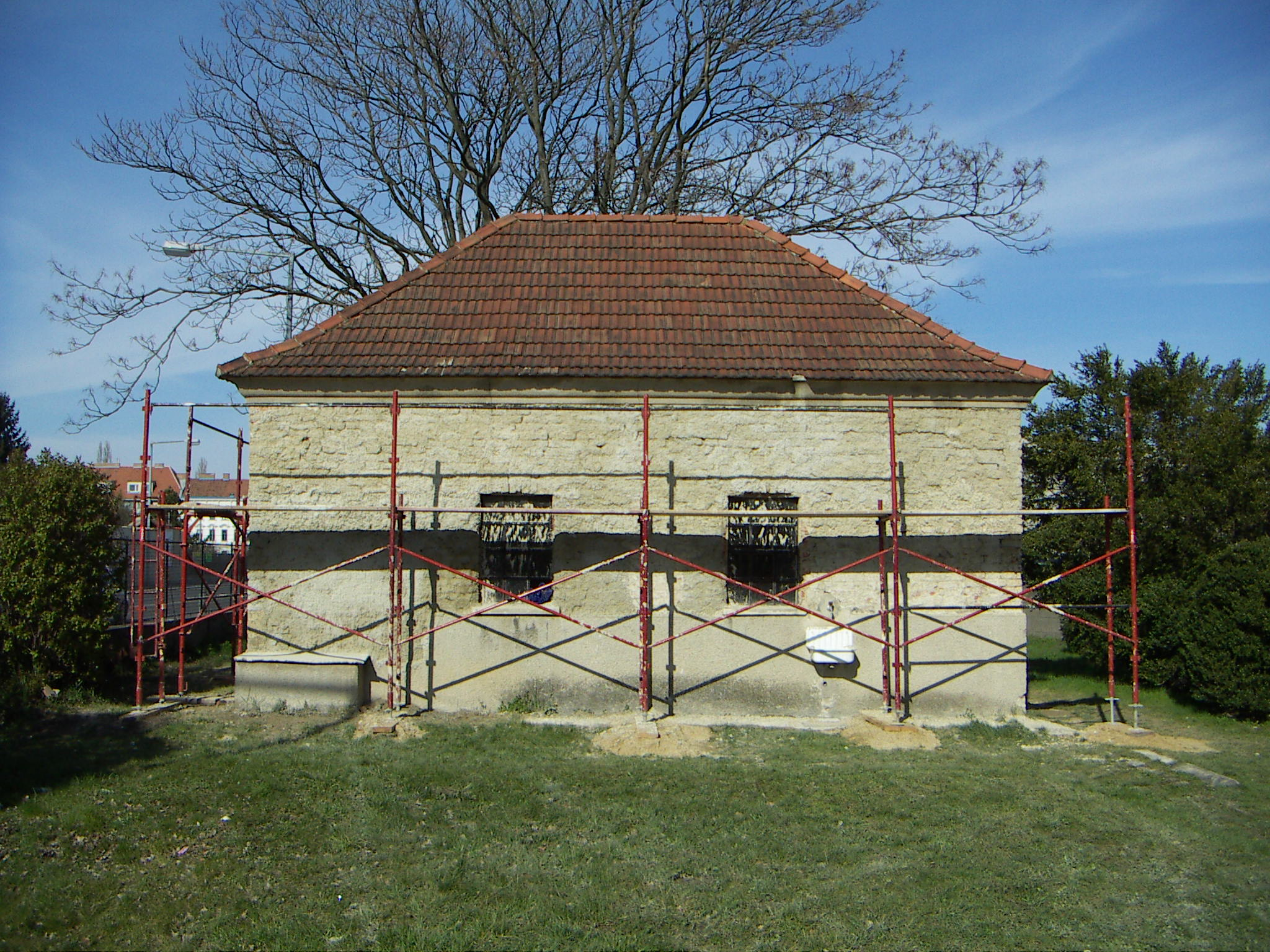
Aufbahrungshalle

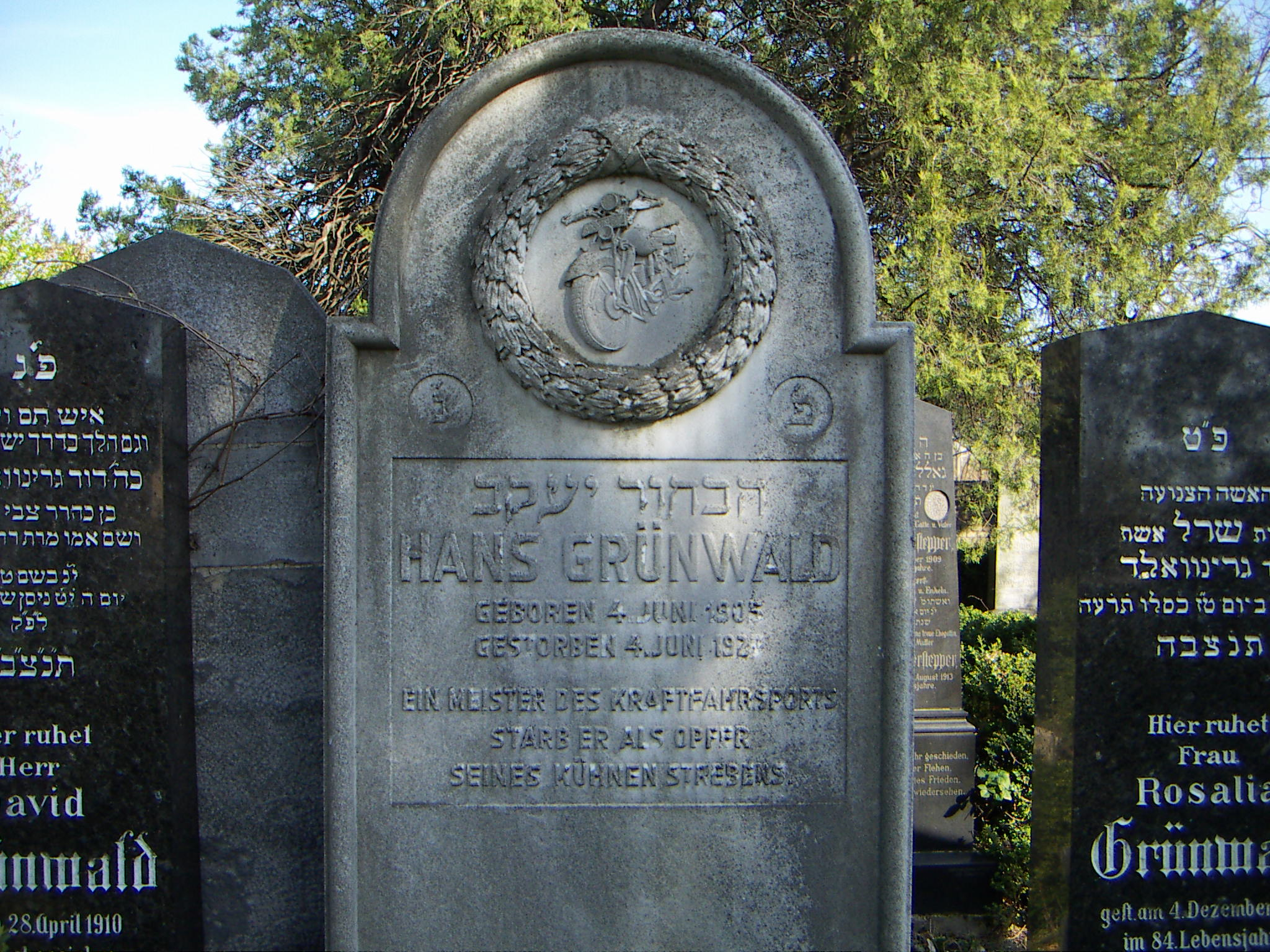
Grabstelle des Motorrad-Rennfahrers Hans Grünwald

Der Jüdische Friedhof Floridsdorf in Wien-Floridsdorf war das Anfangsprojekt der 1880 offiziell gegründeten Israelitischen Cultusgemeinde Floridsdorf und gehört – nachdem Floridsdorf 1904 ein Teil Wiens wurde – zur Israelitischen Kultusgemeinde Wien.

## Lage
Der Friedhof liegt an der Ruthnergasse 26 und in der Nähe der Weinenden Brücke der Floridsdorfer Hochbahn, die die südliche Seite des Friedhofes begrenzt.

## Geschichte
Vermutlich 1876 wurde der Friedhof geplant und errichtet und war das Anfangsprojekt der Israelitischen Cultusgemeinde Floridsdorf, welche in der Zeit des Nationalsozialismus mitsamt ihrer Synagoge in der Holzmeistergasse vernichtet wurde. Die erste Beerdigung war am 2. Juni 1877. 1978 wurde der Friedhof offiziell geschlossen, Beisetzungen sind seither nur noch mit einer Sondergenehmigung möglich.
Der Friedhof wird – mit Unterstützung der Bezirksvertretung, der Chewra Kadischa und der Israelitischen Kultusgemeinde Wien – in privater Initiative gepflegt. Es gibt keinen regulären Öffnungszeiten, der mittlerweile denkmalgeschützte (Listeneintrag) Friedhof kann aber in Abstimmung mit der IKG Wien besichtigt werden.